# DCキャッシュワン
株式会社DCキャッシュワン (ディーシー Cash One) は、かつて存在した三菱UFJフィナンシャル・グループ（MUFG）系列の銀行系消費者金融会社である。
2009年5月1日にアコムに吸収合併されて解散した。

## 概説
2001年8月9日、東京三菱銀行（現・三菱UFJ銀行）、アコム、三菱信託銀行（現・三菱UFJ信託銀行）、ディーシーカード（現・三菱UFJニコス）及びジャックスが銀行系消費者金融会社の設立を目的として出資し、株式会社東京三菱キャッシュワンとして設立された。各社の出資比率は、アコム：35%、東京三菱銀行：35%、三菱信託銀行：17.5%、ディーシーカード：11%、ジャックス：1.5%であった。
2002年3月4日に営業を開始。2004年に三菱東京フィナンシャル・グループ（MTFG。現在の三菱UFJフィナンシャル・グループ）がアコムと資本・業務提携したため、2005年1月31日にアコムが株式をディーシーカードから取得するとともに第三者割当増資を引き受け、出資比率がアコム：54.73%、三菱東京銀行：30%、三菱信託銀行：15%、ジャックス：0.27%となり、アコムの子会社となった。併せて、商号を株式会社DCキャッシュワンに変更した。
2008年9月8日、MUFGとアコムは資本・業務提携を強化することで合意し、MUFG内の機能再編及び効率化を図ることとなった。その一環として、DCキャッシュワンの事業を分割再編させることになった。まず2009年4月1日、当社が担う三菱東京UFJ-VISA（クレジットカード）の信用保証事業等を、会社分割により三菱UFJニコスに承継させ、同時にアコムがDCキャッシュワンの全株式を取得して、DCキャッシュワンは一旦アコムの完全子会社となった。そして、2009年5月1日に、アコムを存続会社として吸収合併（簡易合併かつ略式合併）され解散。それ以後はアコムの別ブランドとして運営されており、アコム契約者（AC会員）もしくは過去に契約が有った者はキャッシュワンへの契約ができなくなっていた。
2011年12月10日限りでキャッシュワンとしての新規契約を終了。2012年5月12日にキャッシュワン事業をじぶん銀行（現・auじぶん銀行）に分割譲渡し、同行のカードローン「じぶんローン」として再出発した。なお、アコムは同カードローンの保証会社として事業に関与する。

## 特徴
- インターネットなどの通信手段で申し込んだ場合、ローンカードの受け取りを郵送の他に、旅行代理店・プレイガイド・アコムなどの店頭窓口で受領が可能な「カードデリ」サービスを取り扱っていた。
- キャッシュワンが直接提携している銀行や信販会社のATMとコンビニATMでの現金の借り入れ、返済ができた。
- SNSサイト「ちずる」を運営していた。地図をベースとしてローカルな口コミ情報を蓄積・提供していくというコンセプトであり、同業他社にないサービスを提供していくことでブランド力向上を図るという目的がある。

## 企業キャラクター
2004年まで
- キャッシュワン（犬のオリジナルキャラクター）
- 加藤茶
- 加藤晴彦
- 森田あつ子

2005年
- 乙葉

2005年11月から
- 米倉涼子
- 長谷川朝晴

2009年6月から
- 篠田麻里子
- 秋元才加